# Clifford Wright
Clifford Charles Wright (født 19. november 1919 i Seattle, USA, død 30. september 1999 Damsholte, Møn) var en dansk/amerikansk maler og gift med Elsa Gress.
Clifford Wright blev født som Oswald Kallunki af forældre, som var finske indvandrere, skovhugger Arvid Kallunki og hans hustru Edith Pekkanen. Navnet Charles Clifford Wright fik han af de plejeforældre, han voksede op hos nær Seattle, tømrer Charles P. Wright og hustru Bertha May Hill.
Clifford Wright uddannede sig på Cornish College of the Arts i Seattle (Walter Reese) 1938 og var elev af Mark Tobey 1939-43.
Clifford Wright boede fra 1972 og frem til sin død i gartnerboligen i Slotsparken ved Marienborg Gods på Møn, i dag kendt som arbejds- og kunstnerrefugiet Villa Gress. Han ligger begravet på kirkegården ved Damsholte Kirke.